# Guendalina (film 1957)
Guendalina è un film del 1957 diretto da Alberto Lattuada.

## Trama

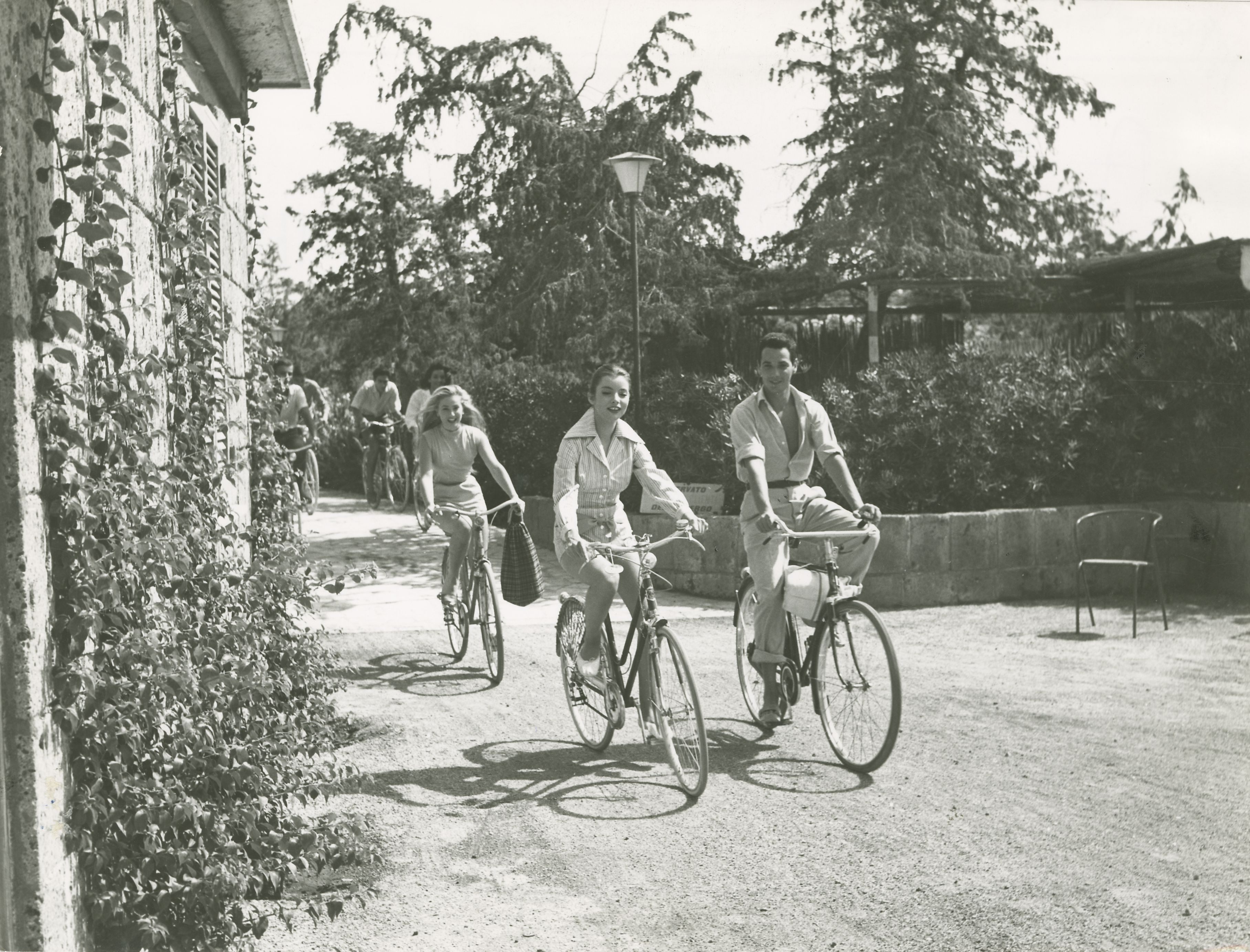
Jacqueline Sassard e Raffaele Mattioli in una scena del film

La giovane Guendalina sta trascorrendo le vacanze a Viareggio in compagnia dei genitori, i quali, borghesi ricchi e annoiati, continuano però a litigare. Gli amici della ragazza partono e così lei, rimasta sola, conosce un ragazzo, studente di architettura, di cui piano piano si innamora e grazie al quale inizia a conoscere meglio sé stessa.

## Distribuzione
Il film è stato presentato in concorso al 10º Festival di Cannes.